# گرترود تامپکینز
گرترود «تامی» تامپکینز سیلور (۱۶ اکتبر ۱۹۱۱ - ناپدید شده ۲۶ اکتبر ۱۹۴۴) تنها زن خلبان از سازمان زنان خلبان خدمات نیروی هوایی (دابلیوآاس‌پی) بود که در طول جنگ جهانی دوم ناپدید شد. سی و هشت عضو دابلیوآاس‌پی نیز جان خود را از دست دادند.

## اوایل زندگی
گرترود وریلند تامپکینز در ۱۶ اکتبر ۱۹۱۱ در جرزی سیتی، نیوجرسی به دنیا آمد. خانواده بعداً به سامیت، نیوجرسی نقل مکان کردند. گرترود به مدرسه باغبانی امبلر رفت و پس از فارغ‌التحصیلی به شهر نیویورک نقل مکان کرد. گرترود پس از مرگ دوست پسرش، که برای اولین بار او را با پرواز آشنا کرد و بعداً هنگام پرواز برای نیروی هوایی پادشاهی بریتانیا جان باخت، برای برنامه زنان خلبان خدمات نیروی هوایی درخواست داد.
زنان خلبان خدمات نیروی هوایی یک سازمان خلبانان زن غیرنظامی بود که اعضای آن کارمندان خدمات مدنی فدرال ایالات متحده بودند. اعضای زنان خلبان خدمات نیروی هوایی (دابلیوآاس‌پی) به خلبانان آموزش دیده‌ای تبدیل شدند که هواپیماها را آزمایش می‌کردند، هواپیماها را حمل می‌کردند و خلبانان دیگر را آموزش می‌دادند. هدف آنها پر کردن جای خلبانان مرد برای نقش‌های رزمی آنان در طول جنگ جهانی دوم بود. با وجود مشارکت اعضای مختلف نیروهای مسلح در ایجاد این برنامه، زنان خلبان خدمات نیروی هوایی و اعضای آن هیچ جایگاه نظامی نداشتند.
قرارداد دابلیوآاس‌پی با نیروی هوایی ارتش ایالات متحده در ۲۰ دسامبر ۱۹۴۴ پایان یافت. در طول دوره عملیات، خدمت هر یک از اعضای زن معادل یک خلبان مرد برای رزم نظامی بود. آنها در طی بیش از ۶۰ میلیون مایل پرواز کارهایی شامل :حمل و نقل هر نوع هواپیمای نظامی؛ یدک‌کشی اهداف برای تمرین سلاح‌های ضدهوایی زنده؛ شبیه‌سازی ماموریت‌های استارفینگ و محموله‌های حمل و نقل انجام دادند. سی و هشت عضو دابلیوآاس‌پی جان خود را از دست دادند و گرترود تامپکینز در حالی که در یک مأموریت دریایی بود ناپدید شد، سرنوشت او هنوز مشخص نیست. در سال ۱۹۷۷، به دلیل خدمات دابلیوآاس‌پی در جنگ جهانی دوم، به اعضا درجه کهنه‌سرباز اعطا شد، و در سال ۲۰۰۹ مدال طلای کنگره را دریافت کردند.

## ناپدید شدن و جستجو
او در ۲۶ اکتبر ۱۹۴۴ از ماین فیلد (فرودگاه بین‌المللی لس آنجلس) به مقصد پالم اسپرینگز حرکت کرد و سپس با یک نورث امریکن پی-۵۱ ماستنگ به مقصد نیوجرسی پرواز کرد. او هرگز به پالم اسپرینگز نرسید و به دلیل اشتباهات گزارش، جستجو تا سه روز بعد آغاز نشد. با وجود جستجوی گسترده زمینی و آبی، هیچ اثری از سیلور یا هواپیما یافت نشد.

## پیگیری و عواقب آن
در ژانویه ۲۰۱۰، تلاش‌های جستجو برای یافتن محل سقوط احتمالی در خلیج سانتا مونیکا ناموفق بود. همچنین یک برنامه تلویزیونی معروف به اعزام‌های ناموفق، فصل ۶، قسمت ۸، «قهرمان گمشده آمریکا در جنگ جهانی دوم» در ۲۲ می ۲۰۱۹ از کانال دیسکاوری پخش شد. در این قسمت آنها به دنبال محل سقوط گرترود «تامی» تامپکینز بودند. مناطق جستجو شده شامل کوه‌های سان جاسینتو در شرق لس آنجلس بود. آنها همچنین راهروی خروج از باند ۲۵ را بر فراز اقیانوس مجاور جستجو کردند. این جستجوها ناموفق بود.

## میراث
در ۱۰ مارس ۲۰۱۰، بازماندگان ۳۰۰ عضو دابلیوآاف‌اس به ساختمان کنگره آمریکا آمدند تا مدال طلای کنگره را از نانسی پلوسی، رئیس مجلس نمایندگان و دیگر رهبران کنگره دریافت کنند. در روز سال نو در سال ۲۰۱۴، رژه گل رز یک شناور را به نمایش گذاشت که هشت عضو دابلیوآاف‌اس روی آن سوار بودند.